# Comarque d'Avilés
La comarque d'Avilès est l'une des huit comarques fonctionnelles ou aires de planification territoriale qui devraient voir le jour après l'accès au statut d'autonomie des Asturies. Elle comprend les consejos (communes) de :
- Avilés ;
- Candamo ;
- Castrillón ;
- Corvera de Asturias ;
- Cudillero ;
- Gozón ;
- Illas ;
- Muros de Nalón ;
- Pravia ;
- Soto del Barco.